# 上郎幸八
上郎 幸八（こうろう こうはち、1836年10月18日〈天保7年9月9日〉 - 1916年〈大正5年〉12月29日）は、日本の資産家、実業家。族籍は神奈川県平民。

## 経歴
越前国南条郡白崎村（のち福井県南条郡王子保村白崎、現越前市白崎町）の農家に生まれた。新右衛門の二男。はじめ幸吉といい、後に幸八と改めた。
万延元年8月、東京日本橋木綿問屋小津清左衛門の店員となる。文久3年、横浜の西洋洗濯屋中山太郎左衛門の店員となる。仕事が終われば夜間は車の後押し、人力車夫等となり幾年か苦しい労働をつづけ、ついに両替店を開く。
国立七十四銀行取締役支配人となり、1880年には横浜正金銀行設立発起人、上信銀行顧問となる。家督を長男・新二に譲り、大磯に別荘を建て隠居した。
1916年12月29日に死去。墓所は横浜市の増徳院。

## 人物
金融業や不動産開発で財を成した。横浜における事業の成功者であり、自由党を支援した同県人・吉田健三は資金の融通は幸八に仰いだ。幸八は横浜市内屈指の資産家だった。
祖先崇拝の念が厚い。仏教に帰依し、多くの本山に多額の祠堂金を寄付した。
郷土を思う念が強く、郷里の小学児童に郵便貯金通帳を配布して貯蓄心の培養につとめた。北笹生溜池の拡張改修、道路の新設改修等に多額の寄付金を寄せた。斗布神社に種種の施設又は物品を寄進するなど郷土の向上発展に意を用いたために、1913年に有志がはかって斗布神社境内に銅像を建設した。
住所は神奈川県横浜市境町、同市南太田町、中郡大磯町。

## 家族・親族
上郎家
- 妻・か代[4]あるいは嘉代[11]（1854年 - ?、東京士族、佐藤善の姉[4]、佐藤一斎の孫[8]、佐藤晃の長女[11]、幸八の妻と吉田健三の妻は姉妹同士）
- 長男・新二[1]（1888年 - 1933年、資産家[4]、地主、神奈川県会議員[12]、住所は神奈川県高座郡藤沢町[11]）
  - 同妻・フジ（1899年 - ?、群馬、澁澤金蔵の養子）[12]
- 長女・やす（1874年 - ?、貴族院議員上郎清助の妻）[11][12]

親戚
- 磯野庸幸（神奈川県多額納税者、貿易商）
- 澁澤金蔵（群馬県多額納税者、新田銀行取締役）
- 吉田三郎兵衛（神奈川県多額納税者、醤油醸造業）